# 964 Subamara
964 Subamara је астероид главног астероидног појаса чија средња удаљеност од Сунца износи 3,049 астрономских јединица (АЈ). 
Апсолутна магнитуда астероида је 10,9 а геометријски албедо 0,037.